# Deszno (Rymanów-Zdrój)
Deszno – część wsi Rymanów-Zdrój, położona w województwie podkarpackim, w powiecie krośnieńskim, w gminie Rymanów, przy DW887.
W latach 1975–1998 Deszno administracyjnie należało do woj. krośnieńskiego.
Od 1996 część uzdrowiska Rymanów-Zdrój. Deszno położone w dolinie rzeki Tabor na południe od Rymanowa-Zdroju.
Zachował się tu cmentarz z zabytkowymi nagrobkami, odnowiony w sierpniu 1996 podczas obozu konserwatorskiego „Nadsanie” zorganizowanego przez Stanisława Krycińskiego.

## Historia Deszna
Zyndram z Maszkowic, miecznik krakowski, podarował w 1389 Janowi Gandzlowi las między Jaśliskami a Desznem dla założenia osady na prawie magdeburskim. Nowa wieś nazwana została Królikowa, później Królik. Tak więc Deszno istniało przed 1389.
Deszno lokowane na prawie polskim w 1389. W 1479 wraz z 20 innymi okolicznymi miejscowościami należało do wdowy po Wojewodzie Sandomierskim, Katarzyny Oleśnickiej lub Siennickiej ur. ok. 1390 z Rymanowa i jej synów.
W 1536 Deszno zostało sprzedane za 200 złotych Konstantynowi Głodyńskiemu. Północną część zamieszkiwali Polacy, a południową Łemkowie. W 1820 właścicielką wsi była Zofia Skurska. Podczas I wojny światowej walczyły tu wojska austriackie i rosyjskie i wieś doznała znacznych zniszczeń. Niemiecka okupacja w 1939-1944 przyczyniła się do wywiezienia wielu mieszkańców na roboty do Niemiec oraz do wymordowania kilku rodzin żydowskich przez hitlerowców. 22 września 1944 wkroczyła tu Armia Czerwona. Po przesiedleniu mieszkańców latem 1945 do ZSRR, Deszno zostało prawie całe spalone przez UPA. W 1956 rozebrano zabytkową cerkiew z 1866, ikony przeniesiono do Muzeum Historycznego w Sanoku. W Desznie pozostał cmentarz greckokatolicki.
W 1980 oddano do użytku nowo wybudowaną rozlewnię wód mineralnych. Zakład prowadzi butelkowanie rymanowskich wód leczniczych „Tytus”, „Klaudia” i „Celestyna” oraz napojów owocowych na bazie czystej wody („Celestynka”).